# 북송 인종
송 인종(宋仁宗, 1010년 5월 30일(음력 4월 14일) ~ 1063년 4월 30일(음력 3월 29일))은 북송의 제4대 황제(재위: 1022년 3월 23일 ~ 1063년 4월 30일)이다. 휘는 정(禎), 초휘는 수익(受益)이다. 진종의 여섯번째 아들이다. 절일은 건원절(乾元節)이다.

## 생애
1010년 음력 4월 14일 진종과 후궁 이씨 사이에서 태어났으나 황후 유씨를 생모로 알고 자랐다. 위로 다섯 형이 있었으나 모두 요절했고, 다섯 살에 경국공, 아홉 살의 나이에 태자로 책봉되었다.
1022년 13세의 나이에 황제로 즉위하였으나 나이가 어려 황태후 유씨가 섭정이 되어 실권을 쥐었다.
1041년 서하군이 송나라 영토 근처에 집결해 호수천에서 양국 간 전투가 벌어졌는데, 송군이 패배해 전사자가 1만 3천 명에 달했다. 그 후 2년 여간 전쟁이 계속되었는데, 송나라와 요나라가 강화를 맺고 서하의 병사와 백성들이 느끼는 전쟁의 피로가 커지는 등 전황이 서하군에 유리하지 않게 되자 서하에서는 송나라에 강화를 요청했다. 송나라는 서하와 요나라와의 동맹을 우려하여 서하의 강화 교섭을 받아들였다.
1044년 송이 서하에게 매년 조공을 바치는 대신 서하에서는 송나라의 황제를 인정하고 신하의 나라가 되는 조건의 강화를 맺었다. 서하의 황제는 하국왕(夏國王)에 봉해졌고, 송나라는 평화유지를 위해, 사실상 공물에 해당하는 비단 13만 필, 은 5만 냥, 차 2만근을 매년 서하국에 보내기로 하였다.
1063년, 인종이 대를 이을 아들을 두지 못하고 병사하자 영종이 즉위하였다.

## 인물
인종은 천성이 너그럽고 무던하였으며, 늘 낡은 옷을 입고 지낼 만큼 검소하였다. 하루는 인종이 잠자리에서 일어나 내관에게 어젯밤 양고기가 먹고 싶었다고 말하자 내관이 왜 준비해 오도록 시키지 않았냐고 물었다. 인종이 답하기를 "황제가 한번 요구를 하면 다음부터는 그것을 선례로 삼는다고 들었다. 그렇다면 늘 미리 양을 죽여 준비해 두어야 할 텐데 하루 저녁의 배고픔을 참지 못해 쓸데없는 살생을 일으키겠느냐."고 하였다. 인종은 각지에서 진상하는 산해진미도 먹지 않았으며, 신하들과 함께하는 연회상에 오른 동죽조개 100개의 가격이 2천 8백냥이라는 이야기를 듣고 몹시 불쾌해하며 먹지 않았다.
또한 인종은 저렴하고 소박한 물건들을 사용했는데 신하들은 인종의 그런 모습을 알지 못했고 우연히 인종의 문병을 온 양부대신만이 보고 놀랐다고 구양수의 《귄전록》에 기록되어 있다. 인종은 자신뿐 아니라 황후와 비빈이 사치를 하는 것 또한 용납하지 않았는데, 총애하던 장귀비의 처소에 귀한 도자기가 있는 것을 보고 그 출처를 물었다. 장귀비가 관리에게서 선물받은 것이라고 하자 인종은 크게 화를 내며 도끼로 도자기를 깨 버렸고 장귀비는 그 이후 다시는 선물을 받지 않았다.

## 재상
| 동중서문하평장사(同中書門下平章事) | 동중서문하평장사(同中書門下平章事) | 동중서문하평장사(同中書門下平章事) | 동중서문하평장사(同中書門下平章事)                                                            | 동중서문하평장사(同中書門下平章事) | 동중서문하평장사(同中書門下平章事) | 동중서문하평장사(同中書門下平章事) |
| 순서                               | 이름                               | 재임기간                           | 칭호                                                                                          | 자(字)                             | 봉호                               | 시호                               |
| ---------------------------------- | ---------------------------------- | ---------------------------------- | --------------------------------------------------------------------------------------------- | ---------------------------------- | ---------------------------------- | ---------------------------------- |
| 1                                  | 정위 (丁謂)                        | 1022년                             | 소문관대학사(昭文館大學士)                                                                    | 위지 (謂之)                        | 진국공 (晉國公)                    | -                                  |
| 2                                  | 풍증 (馮拯)                        | 1022년 ~ 1023년                    | 집현전대학사(集賢殿大學士) ↓ 소문관대학사(昭文館大學士)                                       | 도제 (道濟)                        | 위국공 (魏國公)                    | 문의 (文懿)                        |
| 3                                  | 왕증 (王曾)                        | 1022년 ~ 1029년                    | 집현전대학사(集賢殿大學士)                                                                    | 효선 (孝先)                        | 기국공 (沂國公)                    | 문정 (文正)                        |
| 4                                  | 왕흠약 (王欽若)                    | 1023년 ~ 1025년                    | 소문관대학사(昭文館大學士) 감수국사(監修國史)                                                 | 정국 (定國)                        | 기국공 (冀國公)                    | 문목 (文穆)                        |
| 5                                  | 장지백 (張知白)                    | 1025년 ~ 1028년                    | 집현전대학사(集賢殿大學士)                                                                    | 용회 (用晦)                        | -                                  | 문절 (文節)                        |
| 6                                  | 장사손 (張士遜)                    | 1028년 ~ 1029년                    | 집현전대학사(集賢殿大學士)                                                                    | 순지 (順之)                        | 등국공 (鄧國公)                    | 문의 (文懿)                        |
| 7                                  | 여이간 (呂夷簡)                    | 1029년 ~ 1033년                    | 집현전대학사(集賢殿大學士) ↓ 소문관대학사(昭文館大學士) 감수국사(監修國史)                    | 탄부 (坦夫)                        | 허국공 (許國公)                    | 문정 (文靖)                        |
| 8                                  | 장사손 (張士遜)                    | 1032년 ~ 1033년                    | 집현전대학사(集賢殿大學士)                                                                    | 순지 (順之)                        | 등국공 (鄧國公)                    | 문의 (文懿)                        |
| 9                                  | 이적 (李迪)                        | 1033년 ~ 1035년                    | 집현전대학사(集賢殿大學士)                                                                    | 복고 (復古)                        | -                                  | 문정 (文定)                        |
| 10                                 | 여이간 (呂夷簡)                    | 1033년 ~ 1037년                    | 소문관대학사(昭文館大學士) 감수국사(監修國史)                                                 | 탄부 (坦夫)                        | 허국공 (許國公)                    | 문정 (文靖)                        |
| 11                                 | 왕증 (王曾)                        | 1035년 ~ 1037년                    | 집현전대학사(集賢殿大學士)                                                                    | 효선 (孝先)                        | 기국공 (沂國公)                    | 문정 (文正)                        |
| 12                                 | 왕수 (王隨)                        | 1037년 ~ 1038년                    | 소문관대학사(昭文館大學士) 감수국사(監修國史)                                                 | 자정 (子正)                        | -                                  | 문혜 (文惠)                        |
| 13                                 | 진요좌 (陳堯佐)                    | 1037년 ~ 1038년                    | 집현전대학사(集賢殿大學士)                                                                    | 희원 (希元)                        | -                                  | 문혜 (文惠)                        |
| 14                                 | 장사손 (張士遜)                    | 1038년 ~ 1040년                    | 소문관대학사(昭文館大學士) 감수국사(監修國史)                                                 | 순지 (順之)                        | 등국공 (鄧國公)                    | 문의 (文懿)                        |
| 15                                 | 장득상 (章得象)                    | 1038년 ~ 1045년                    | 집현전대학사(集賢殿大學士) ↓ 소문관대학사(昭文館大學士) 감수국사(監修國史)                    | 희언 (希言)                        | 순국공 (郇國公)                    | 문간 (文簡)                        |
| 16                                 | 여이간 (呂夷簡)                    | 1040년 ~ 1043년                    | 소문관대학사(昭文館大學士) 감수국사(監修國史)                                                 | 탄부 (坦夫)                        | 허국공 (許國公)                    | 문정 (文靖)                        |
| 17                                 | 안수 (晏殊)                        | 1042년 ~ 1044년                    | 집현전대학사(集賢殿大學士)                                                                    | 동숙 (同叔)                        | 임치공 (臨淄公)                    | 원헌 (元獻)                        |
| 18                                 | 두연 (杜衍)                        | 1044년 ~ 1045년                    | 집현전대학사(集賢殿大學士)                                                                    | 세창 (世昌)                        | 기국공 (祁國公)                    | 정헌 (正獻)                        |
| 19                                 | 가창조 (賈昌朝)                    | 1045년 ~ 1047년                    | 집현전대학사(集賢殿大學士) ↓ 소문관대학사(昭文館大學士) 감수국사(監修國史)                    | 자명 (子明)                        | 위국공 (魏國公)                    | 문원 (文元)                        |
| 20                                 | 진집중 (陳執中)                    | 1045년 ~ 1049년                    | 집현전대학사(集賢殿大學士) ↓ 소문관대학사(昭文館大學士) 감수국사(監修國史)                    | 소예 (昭誉)                        | 기국공 (岐國公)                    | 공 (恭)                            |
| 21                                 | 문언박 (文彦博)                    | 1048년 ~ 1051년                    | 집현전대학사(集賢殿大學士) 참지정사(參知政事) ↓ 소문관대학사(昭文館大學士) 감수국사(監修國史) | 관부 (寬夫)                        | 노국공 (潞國公)                    | 충렬 (忠烈)                        |
| 22                                 | 송상 (宋庠)                        | 1049년 ~ 1051년                    | 집현전대학사(集賢殿大學士)                                                                    | 공서 (公序)                        | 정국공 (鄭國公)                    | 원헌 (元獻)                        |
| 23                                 | 방적 (龐籍)                        | 1051년 ~ 1053년                    | 소문관대학사(昭文館大學士) 감수국사(監修國史)                                                 | 순지 (醇之)                        | 영국공 (潁國公)                    | 장민 (莊敏)                        |
| 24                                 | 진집중 (陳執中)                    | 1053년 ~ 1055년                    | 소문관대학사(昭文館大學士) 감수국사(監修國史)                                                 | 소예 (昭誉)                        | 기국공 (岐國公)                    | 공 (恭)                            |
| 25                                 | 양적 (梁適)                        | 1053년 ~ 1054년                    | 집현전대학사(集賢殿大學士) 참지정사(參知政事)                                                 | 중현 (仲賢)                        | -                                  | 장숙 (莊肅)                        |
| 26                                 | 유항 (劉沆)                        | 1054년 ~ 1056년                    | 집현전대학사(集賢殿大學士) 참지정사(參知政事) ↓ 감수국사(監修國史)                            | 충지 (冲之)                        | -                                  | 문안 (文安)                        |
| 27                                 | 문언박 (文彦博)                    | 1055년 ~ 1058년                    | 소문관대학사(昭文館大學士) 감수국사(監修國史)                                                 | 관부 (寬夫)                        | 노국공 (潞國公)                    | 충렬 (忠烈)                        |
| 28                                 | 부필 (富弼)                        | 1055년 ~ 1061년                    | 집현전대학사(集賢殿大學士) ↓ 소문관대학사(昭文館大學士) 감수국사(監修國史)                    | 언국 (彦國)                        | 한국공 (韓國公)                    | 문충 (文忠)                        |
| 29                                 | 한기 (韓琦)                        | 1058년 ~ 1063년                    | 집현전대학사(集賢殿大學士) ↓ 소문관대학사(昭文館大學士) 감수국사(監修國史)                    | 치규 (稚圭)                        | 위군왕 (魏郡王)                    | 충헌 (忠獻)                        |
| 30                                 | 증공량 (曾公亮)                    | 1061년 ~ 1063년                    | 집현전대학사(集賢殿大學士)                                                                    | 명중 (明仲)                        | 노국공 (魯國公)                    | 선정 (宣靖)                        |

## 존호, 시호, 묘호
존호는 1024년 11월 쯤에 성문예무인명효덕황제(聖文睿武仁明孝德皇帝)라는 호를 받았고, 1033년 2월 쯤에 존호를 가상하여 예성문무체천법도인명효덕황제(睿聖文武體天法道仁明孝德皇帝)라는 호를 받았고, 1035년 11월 쯤에 존호를 개정하여 체천법도흠문총무성신효덕황제(體天法道欽文聰武聖神孝德皇帝)라는 호를 받았다.
사후 시호는 신문성무명효황제(神文聖武明孝皇帝)이며, 신종 때인 1083년에 시호가 가상하여 체천법도극공전덕신문성무예철명효황제(體天法道極功全德神文聖武睿哲明孝皇帝)로 추시되었다. 묘호는 인종(仁宗)이며, 능은 영소릉(永昭陵)이다.

## 가족관계

### 조부모와 부모
- 조부 : 태종(太宗) 광효황제(廣孝皇帝) 조경(趙炅)
- 조모 : 원덕황후(元德皇后) 이씨(李氏)
- 부친 : 진종(眞宗) 원효황제(元孝皇帝) 조항(趙恒)
- 모친 : 장의황후(章懿皇后) 이씨(李氏)

### 황후
| 봉호       | 시호                        | 이름(성씨) | 별칭  | 재위년도        | 생몰년도        | 국구(장인/장모)                                                                     | 능묘            | 비고  |
| ---------- | --------------------------- | ---------- | ----- | --------------- | --------------- | ----------------------------------------------------------------------------------- | --------------- | ----- |
| 황후(皇后) |                             | 곽씨(郭氏) | [ 3 ] | 1024년 ~ 1033년 | 1012년 ~ 1035년 | 충무군절도사(忠武軍節度使) 곽윤공(郭允恭) 안노제국태부인(安魯齊國太夫人) 두씨(杜氏) |                 | [ 4 ] |
| 황후(皇后) | 자성광헌황후 (慈聖光獻皇后) | 조씨(曹氏) | [ 5 ] | 1034년 ~ 1063년 | 1016년 ~ 1079년 | 오안희왕(吳安僖王) 조기(曹玘) 하국태부인(夏國太夫人) 풍씨(馮氏)                     | 영소릉 (永昭陵) |       |
| 미인(美人) |                             | 장씨(張氏) |       | (추존)          | ? ~ 1028년      | 등주관찰사(鄧州觀察使) 장수영(張守瑛)                                               |                 | [ 6 ] |
| 귀비(貴妃) | 온성황후 (溫成皇后)         | 장씨(張氏) |       | (추존)          | 1024년 ~ 1054년 | 청하군경사왕(淸河郡景思王) 장요봉(張堯封) 제국태부인(齊國太夫人) 조씨(曹氏)         |                 | [ 7 ] |

### 후궁
| 봉호               | 시호               | 이름(성씨)     | 별칭                                     | 생몰년도        | 비고               |
| ------------------ | ------------------ | -------------- | ---------------------------------------- | --------------- | ------------------ |
| 귀비(貴妃)         | 소절귀비(昭節貴妃) | 묘씨(苗氏)     | 인수군군(仁壽郡君) 덕비(德妃)            | 1017년 ~ 1086년 |                    |
| 귀비(貴妃)         | 소숙귀비(昭淑貴妃) | 주씨(周氏)     | 안정군군(安定郡君) 숙비(淑妃)            | 1022년 ~ 1114년 |                    |
| 현비(賢妃)         | 소의귀비(昭懿貴妃) | 장씨(張氏)     | 연안군군(延安郡君) 충의(充儀)            | ? ~ 1104년      |                    |
| 수의(修儀)         | 덕비(德妃)         | 양종묘(楊宗妙) | 원무군군(原武郡君) 숙비(淑妃)            | 1019년 ~ 1073년 |                    |
| 수용(修容)         | 현비(賢妃)         | 풍씨(馮氏)     | 시평군군(始平郡君)                       |                 |                    |
| 충원(充媛)         | 귀비(貴妃)         | 동씨(董氏)     | 문희현군(聞喜縣君) 완의(婉儀) 숙비(淑妃) | ? ~ 1062년      |                    |
| 소의(昭儀)         | 덕비(德妃)         | 유씨(俞氏)     | 연안군군(延安郡君) 현비(賢妃)            | ? ~ 1064년      |                    |
| 첩여(婕妤)         | 충의(充儀)         | 장씨(張氏)     |                                          |                 |                    |
| 재인(才人)         | 미인(美人)         | 양씨(楊氏)     |                                          |                 |                    |
| 미인(美人)         | 충의(充儀)         | 상씨(尙氏)     |                                          | ? ~ 1050년      |                    |
|                    | 충의(充儀)         | 주씨(朱氏)     |                                          | ? ~ 1095년      |                    |
| 첩여(婕妤)         |                    | 연씨(連氏)     |                                          |                 |                    |
| 재인(才人)         |                    | 장씨(張氏)     |                                          |                 | 온성황후의 동생.   |
| 팽성현군(彭城縣君) |                    | 유도일(劉道一) | 허묘대사(虛妙大師)                       |                 | 출가함.            |
| 안복현군(安福縣君) |                    | 장씨(張氏)     |                                          |                 |                    |
| 인화현군(仁和縣君) |                    | 이씨(李氏)     |                                          |                 |                    |
| 수국부인(遂国夫人) |                    | 왕씨(王氏)     |                                          |                 | [ 8 ]              |
|                    |                    | 범관음(範觀音) |                                          |                 | [ 9 ]              |
|                    |                    | 양역행(楊𡱿行) | 지정대사(志靜大師)                       |                 | [ 10 ]             |
|                    |                    | 유씨(劉氏)     |                                          |                 | [ 11 ]             |
|                    |                    | 황씨(黄氏)     |                                          |                 | [ 12 ]             |
|                    |                    | 한충(韓虫)     | 충아(虫儿)                               |                 | [ 13 ]             |
|                    |                    |                |                                          |                 | 왕덕용이 보낸 노비 |

### 황자
| -    | 봉호                | 시호       | 이름                      | 생몰년도        | 생모(생부)                                                      | 자녀    | 별칭   | 비고                   |
| ---- | ------------------- | ---------- | ------------------------- | --------------- | --------------------------------------------------------------- | ------- | ------ | ---------------------- |
| 1    | 양왕(楊王)          | 회정(懷靖) | 조방(趙昉)                | 1037년          | 덕비 유씨                                                       |         | [ 15 ] | 조졸함.                |
| 2    | 옹왕(雍王)          | 도목(悼穆) | 조흔(趙昕)                | 1039년 ~ 1041년 | 소절귀비 묘씨                                                   |         | [ 16 ] | 조졸함.                |
| 3    | 형왕(荊王)          | 도의(悼懿) | 조희(趙曦)                | 1041년 ~ 1043년 | 충의 주씨                                                       |         | [ 17 ] | 조졸함.                |
| 양자 | 거록군공 (鉅鹿郡公) |            | 조종실(趙宗實) 조서(趙曙) | 1032년 ~ 1067년 | 복안의왕 조윤양 (濮安懿王 趙允讓) 복왕부인 임씨 (濮王夫人 任氏) | 4남 4녀 |        | 제5대 황제 영종(英宗). |

### 황녀
| -  | 봉호(공주)                      | 봉호(제희)                          | 시호                | 이름 | 생몰년도        | 생모          | 부마                                      | 별칭   | 비고                          |
| -- | ------------------------------- | ----------------------------------- | ------------------- | ---- | --------------- | ------------- | ----------------------------------------- | ------ | ----------------------------- |
| 1  | 주진국대장공주 (周陳國大長公主) | 장효명의대장제희 (莊孝明懿大長帝姬) | 장효명의 (莊孝明懿) |      | 1038년 ~ 1071년 | 소절귀비 묘씨 | 건무군절도사(建武軍節度使) 이위(李瑋)     | [ 19 ] |                               |
| 2  | 서국대장공주 (徐國大長公主)     | 장화대장제희 (莊和大長帝姬)         |                     |      | ? ~ 1042년      | 덕비 유씨     |                                           | [ 20 ] | 요절함.                       |
| 3  | 등국대장공주 (鄧國大長公主)     | 장순대장제희 (莊順大長帝姬)         |                     |      | ? ~ 1042년      | 온성황후 장씨 |                                           | [ 21 ] | 요절함.                       |
| 4  | 진국대장공주 (鎭國大長公主)     | 장정대장제희 (莊定大長帝姬)         |                     |      | 1042년 ~ 1043년 | 온성황후 장씨 |                                           | [ 22 ] | 요절함.                       |
| 5  | 초국대장공주 (楚國大長公主)     | 장희대장제희 (莊禧大長帝姬)         |                     |      | 1042년 ~ 1043년 | 현비 풍씨     |                                           | [ 23 ] | 요절함.                       |
| 6  | 상국대장공주 (商國大長公主)     | 장선대장제희 (莊宣大長帝姬)         |                     |      | 1042년          | 덕비 양씨     |                                           | [ 24 ] | 요절함.                       |
| 7  | 노국대장공주 (魯國大長公主)     | 장이대장제희 (莊夷大長帝姬)         |                     |      | ? ~ 1043년      | 현비 풍씨     |                                           | [ 25 ] | 출가 후 요절함.               |
| 8  | 당국대장공주 (唐國大長公主)     | 장신대장제희 (莊愼大長帝姬)         |                     |      | ? ~ 1045년      | 온성황후 장씨 |                                           | [ 26 ] | 출가 후 요절함.               |
| 9  | 진국대장공주 (陳國大長公主)     | 장제대장제희 (莊齊大長帝姬)         |                     |      | 1059년 ~ 1067년 | 귀비 동씨     |                                           | [ 27 ] |                               |
| 10 | 진노국대장공주 (秦魯國大長公主) | 영덕경행대장제희 (令德景行大長帝姬) | 현목명의 (賢穆明懿) |      | 1059년 ~ 1142년 | 소숙귀비 주씨 | 함녕군왕(咸寧郡王) 전경진(錢景臻)         | [ 28 ] | 정강의 변 이후로 공주로 복호. |
| 11 | 연국대장공주 (兗國大長公主)     | 현의공목대장제희 (賢懿恭穆大長帝姬) | 현의공목 (賢懿恭穆) |      | 1059년 ~ 1083년 | 귀비 동씨     | 요주관찰사(耀州觀察使) 조시(曹詩)         | [ 29 ] |                               |
| 12 | 연서국대장공주 (燕舒國大長公主) | 의목대장제희 (懿穆大長帝姬)         | 의목(懿穆)          |      | 1060년 ~ 1112년 | 소숙귀비 주씨 | 무태군절도사(武泰軍節度使) 곽헌경(郭獻卿) | [ 30 ] |                               |
| 13 | 예국대장공주 (豫國大長公主)     | 장엄대장제희 (莊儼大長帝姬)         |                     |      | 1061년          | 귀비 동씨     |                                           | [ 31 ] | 요절함.                       |

## 기년
| 인종        | 원년            | 2년                 | 3년        | 4년                 | 5년        | 6년                 | 7년             | 8년                 | 9년                 | 10년                 |
| ----------- | --------------- | ------------------- | ---------- | ------------------- | ---------- | ------------------- | --------------- | ------------------- | ------------------- | -------------------- |
| 서력 (西曆) | 1023년          | 1024년              | 1025년     | 1026년              | 1027년     | 1028년              | 1029년          | 1030년              | 1031년              | 1032년               |
| 간지 (干支) | 계해(癸亥)      | 갑자(甲子)          | 을축(乙丑) | 병인(丙寅)          | 정묘(丁卯) | 무진(戊辰)          | 기사(己巳)      | 경오(庚午)          | 신미(辛未)          | 임신(壬申)           |
| 연호 (年號) | 천성(天聖) 원년 | 2년                 | 3년        | 4년                 | 5년        | 6년                 | 7년             | 8년                 | 9년                 | 10년 명도(明道) 원년 |
| 인종        | 11년            | 12년                | 13년       | 14년                | 15년       | 16년                | 17년            | 18년                | 19년                | 20년                 |
| 서력 (西曆) | 1033년          | 1034년              | 1035년     | 1036년              | 1037년     | 1038년              | 1039년          | 1040년              | 1041년              | 1042년               |
| 간지 (干支) | 계유(癸酉)      | 갑술(甲戌)          | 을해(乙亥) | 병자(丙子)          | 정축(丁丑) | 무인(戊寅)          | 기묘(己卯)      | 경진(庚辰)          | 신사(辛巳)          | 임오(壬午)           |
| 연호 (年號) | 2년             | 경우(景祐) 원년     | 2년        | 3년                 | 4년        | 5년 보원(寶元) 원년 | 2년             | 3년 강정(康定) 원년 | 2년 경력(慶曆) 원년 | 2년                  |
| 인종        | 21년            | 22년                | 23년       | 24년                | 25년       | 26년                | 27년            | 28년                | 29년                | 30년                 |
| 서력 (西曆) | 1043년          | 1044년              | 1045년     | 1046년              | 1047년     | 1048년              | 1049년          | 1050년              | 1051년              | 1052년               |
| 간지 (干支) | 계미(癸未)      | 갑신(甲申)          | 을유(乙酉) | 병술(丙戌)          | 정해(丁亥) | 무자(戊子)          | 기축(己丑)      | 경인(庚寅)          | 신묘(辛卯)          | 임진(壬辰)           |
| 연호 (年號) | 3년             | 4년                 | 5년        | 6년                 | 7년        | 8년                 | 황우(皇祐) 원년 | 2년                 | 3년                 | 4년                  |
| 인종        | 31년            | 32년                | 33년       | 34년                | 35년       | 36년                | 37년            | 38년                | 39년                | 40년                 |
| 서력 (西曆) | 1053년          | 1054년              | 1055년     | 1056년              | 1057년     | 1058년              | 1059년          | 1060년              | 1061년              | 1062년               |
| 간지 (干支) | 계사(癸巳)      | 갑오(甲午)          | 을미(乙未) | 병신(丙申)          | 정유(丁酉) | 무술(戊戌)          | 기해(己亥)      | 경자(庚子)          | 신축(辛丑)          | 임인(壬寅)           |
| 연호 (年號) | 5년             | 6년 지화(至和) 원년 | 2년        | 3년 가우(嘉祐) 원년 | 2년        | 3년                 | 4년             | 5년                 | 6년                 | 7년                  |
| 인종        | 41년            |                     |            |                     |            |                     |                 |                     |                     |                      |
| 서력 (西曆) | 1063년          |                     |            |                     |            |                     |                 |                     |                     |                      |
| 간지 (干支) | 계묘(癸卯)      |                     |            |                     |            |                     |                 |                     |                     |                      |
| 연호 (年號) | 8년             |                     |            |                     |            |                     |                 |                     |                     |                      |

## 같이 보기
- 사마광
- 왕안석
- 포청천